# Rockland (comté de La Crosse, Wisconsin)
Pour les articles homonymes, voir Rockland.
Rockland est un village du comté de La Crosse, dans l'État du Wisconsin, aux États-Unis. En 2020, il comptait une population de 765 habitants.